# Kostel svatého Mikuláše (Danilovo)
Kostel svatého Mikuláše (ukrajinsky: Миколаївська церква) také Mikulášská cerkev je řeckokatolický dřevěný kostel v obci Danilovo, v okrese Chust, v Zakarpatské Ukrajině. Kostel náleží Rusínské řeckokatolické církvi.
Kostel je kulturní památkou Ukrajiny ze dne 24. srpna 1963 pod číslem 214.

## Historie
Kostel patří do skupiny tzv. maramorošské gotiky. Staveb, které se nacházejí na historickém území Marmaroš (Maramoroš), severní části Sedmihradska. A do skupiny Zlatého čtyřúhelníka cerkví, které se nacházejí v obcích na území okresu Chust, kde se zachovaly obdobné dřevěné chrámy postavené v gotizujícím stylu. Kostel svatého Mikuláše v Danilovo patří mezi nejmladší. Byl založen 14. května 1779, jak o tom vypovídá nápis na portále kostela. Ke stavbě kostela bylo použito 5000 kuřecích a husích vajec. V roce 1914 byl níže před vchodem (ve svahu) postaven kamenný kříž. Až do roku 1920 zde sloužil poslední řeckokatolický kněz otec Azarij. V polovině sedmdesátých let byla na kostele vyměněna střecha. V roce 1968 byly provedeny architekty I. Mogitičem a L. Dmitrovičem restaurátorské práce. V období let 2004 a 2005 byly na některých místech odstraněny části střechy. Byl připraven materiál pro opravu, ale restaurátorské práce nebyly provedeny. V roce 2011 byl kostel v havarijním stavu. V tomtéž roce založil Michail Dudaš organizaci, která si kladla za úkol zachránit vzácnou památku. V roce 2011 byl kostel opraven a v následujícím roce 2012 byla opravena zvonice.

## Architektura
Kostel je dřevěná trojdílná dvousrubová stavba na kamenné podezdívce, postavená z dubových trámů a zastřešena dvoujúrovňovou střechou, krytou dubovými šindeli. Nad lodí a babincem je střecha dvojstupňová. V menším srubu se nachází kněžiště, ve větším srubu je loď a babinec. Před babincem je uzavřená veranda s vyřezávanými okny, nad ní je otevřená galerie. Nad babincem je postavená štenýřová věž vysoká 35 m. Věž má arkádový předsazený ochoz s vyřezávaným podsebitím, který pokračuje vysokou štíhlou jehlanovou střechou se spodním prolomením. V rozích střechy jsou věžičky.
V interiéru odděluje babinec od lodi zdobený obloukový otvor. V roce 1828 provedl výmalbu kostela německý umělec I. Kornamaer. Ikonostas obsahuje devět ikon z 18. století.

## Zvonice
U kostela je postavena samostatná dřevěná zvonice, která pochází z 18. století  a patří do skupiny hornotiských štenýřových zvonic, nejbližší podobné se nacházejí v Sekernici a Šandrově. Z dubového trámového roštu vyrůstá štenýřový hranol o čtyřech rohových štenýřích. Stupňovitá stavba je ukončena nízkou jehlanovou střechou. Spodní část je bedněná a krytá pultovou střechou. Věž je ukončena zvonovým patrem se třemi zvony. Zvon z roku 1892 byl ulit zvonařem Peterem Hilzerem (1846–1907) z Vídeňského Nového Města.

## Galerie

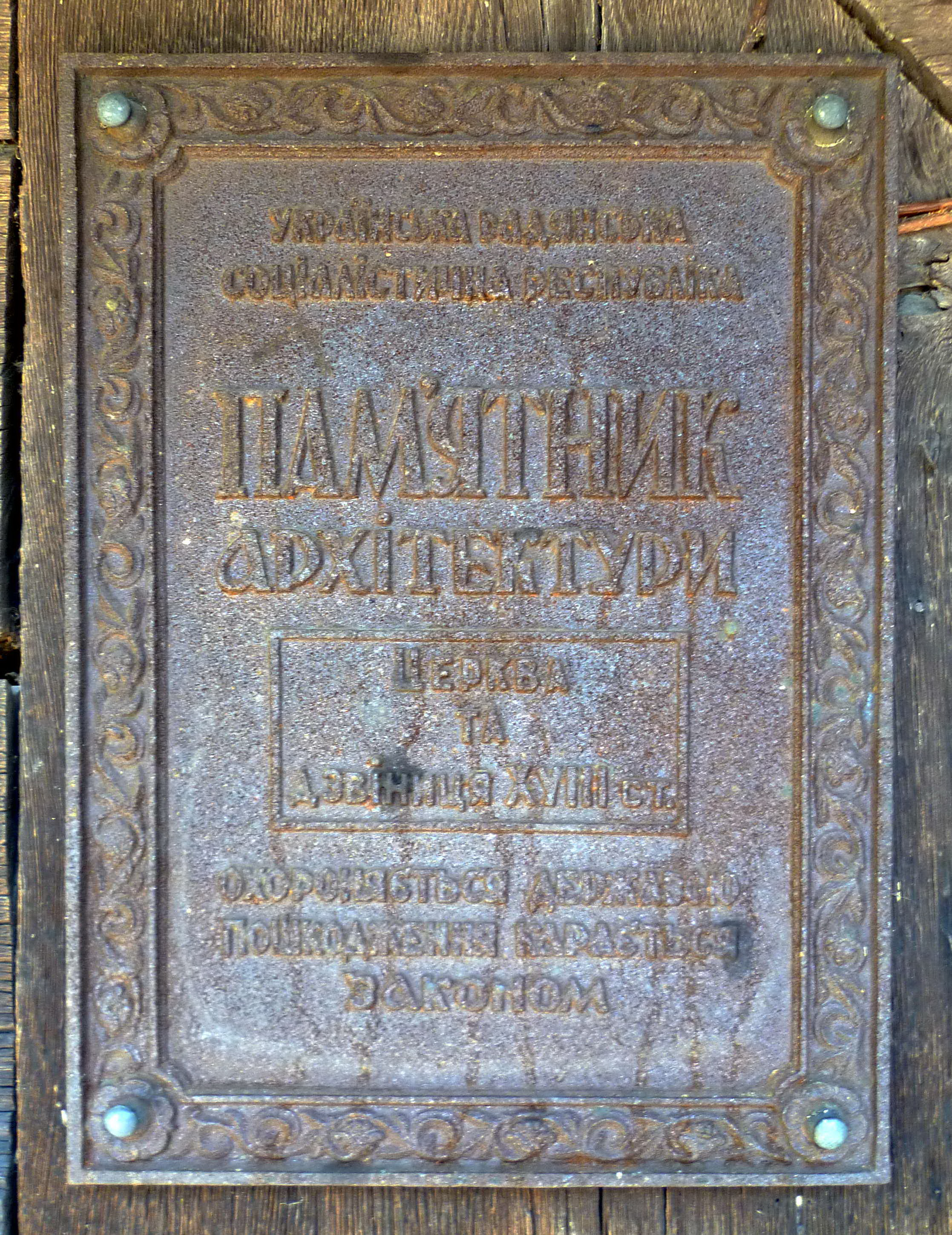
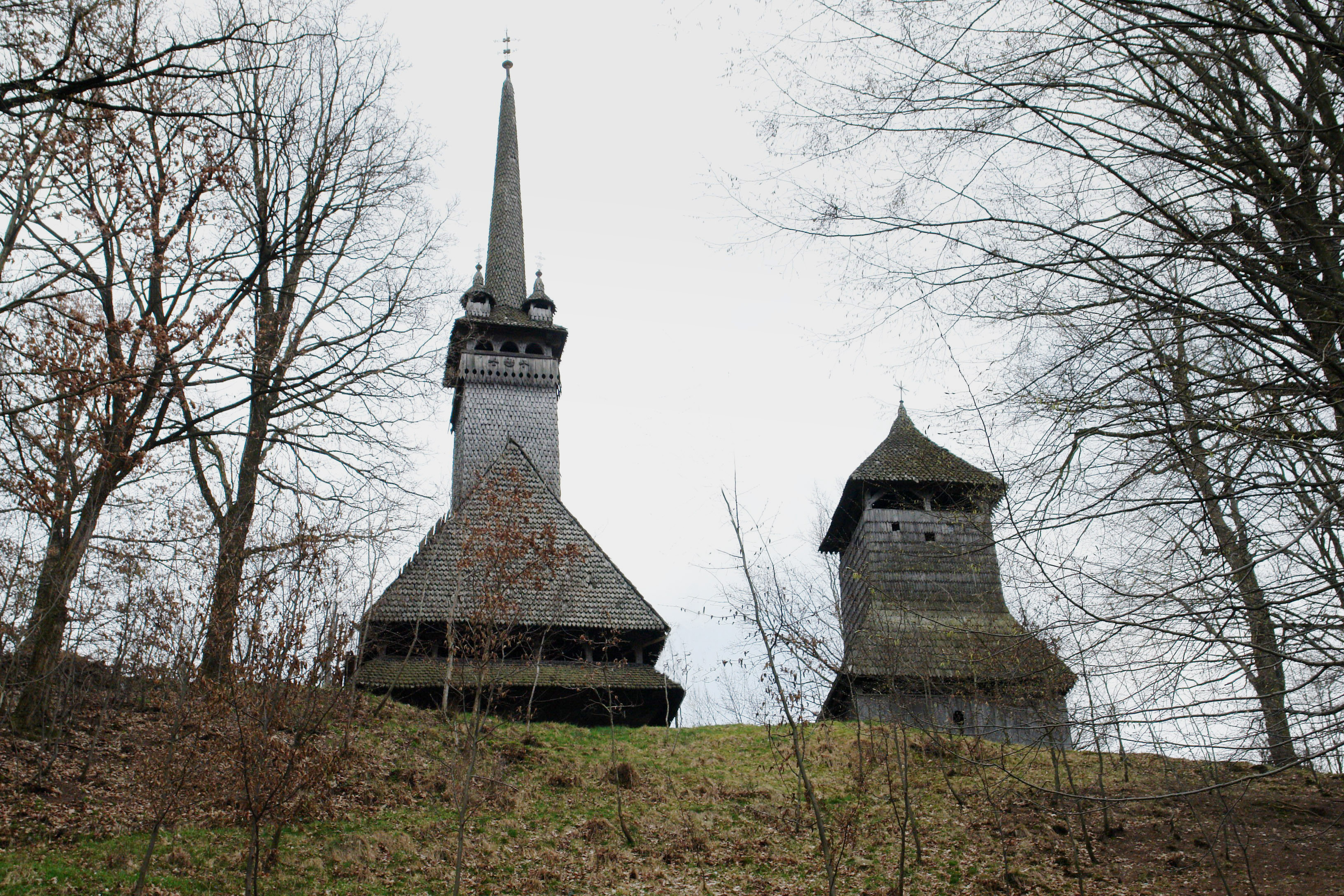
Kostel a zvonice
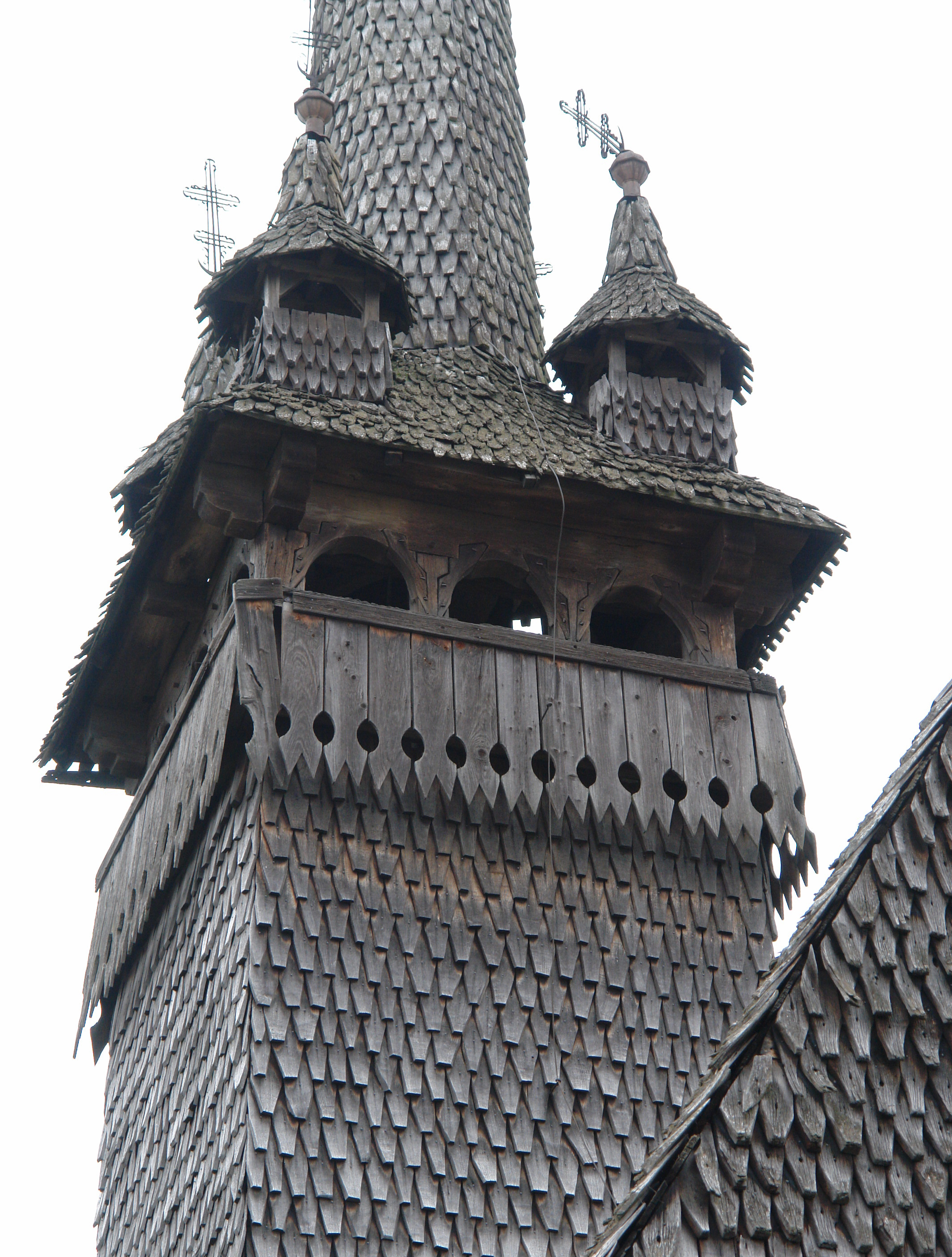
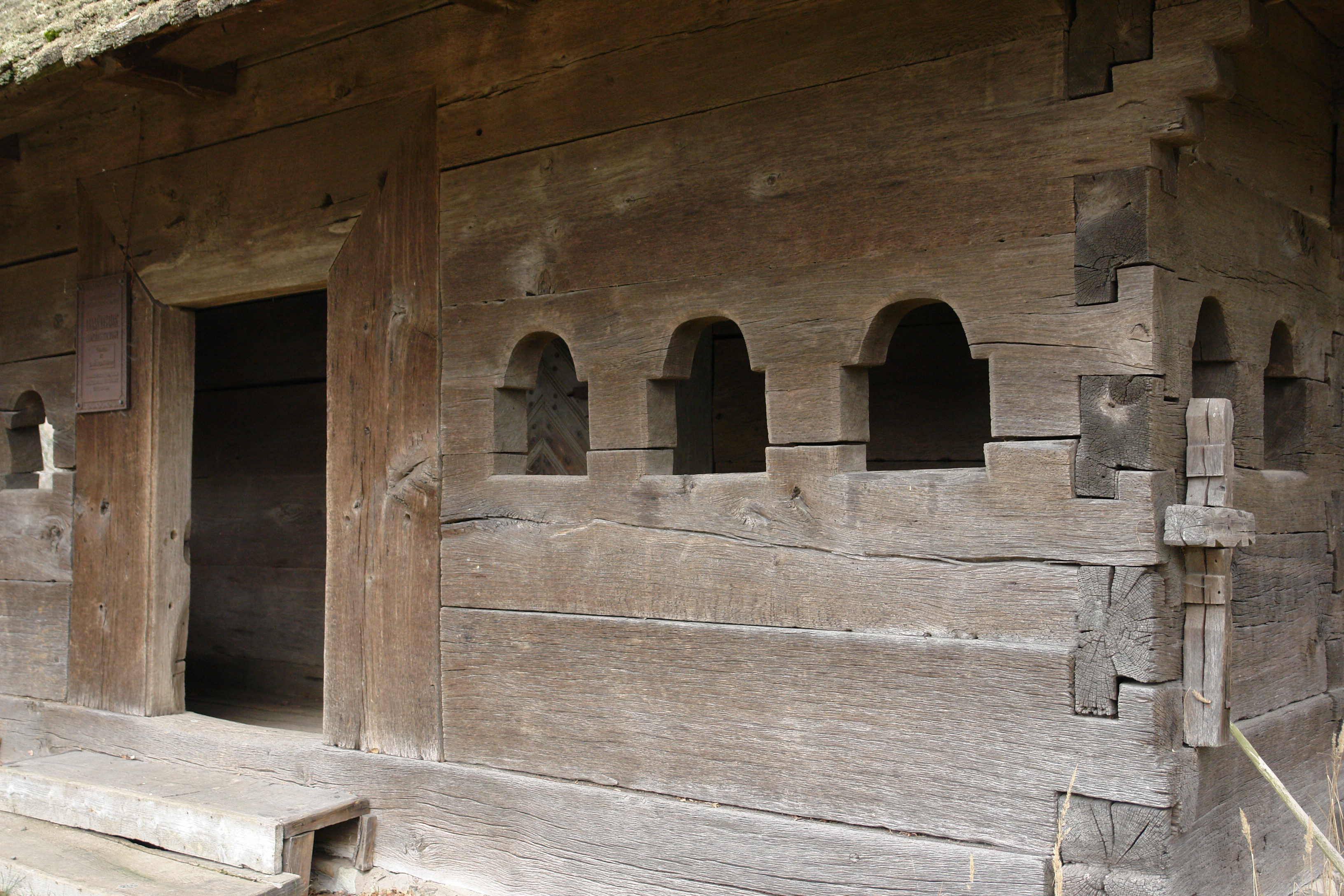
Veranda
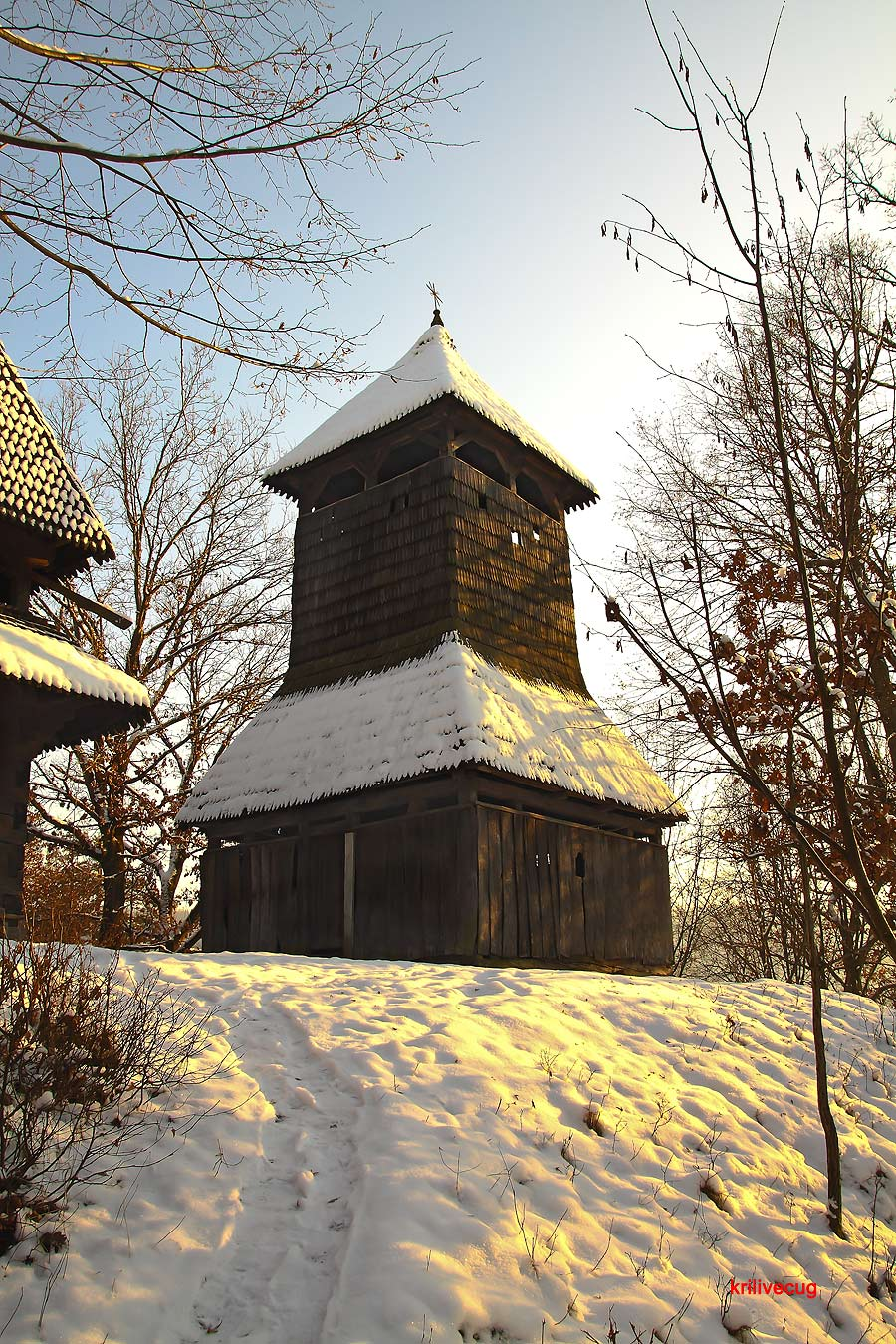
zvonice
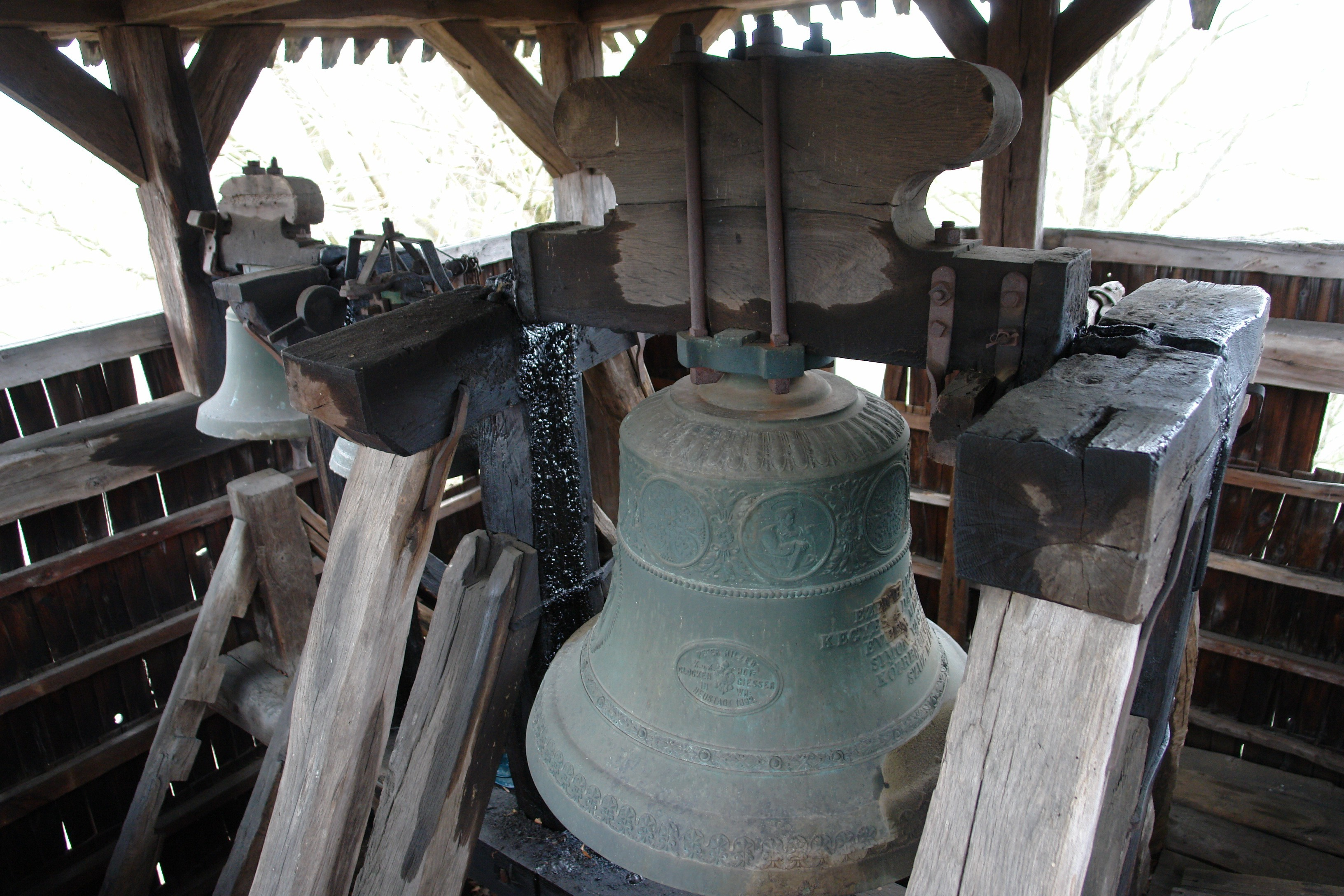
Zvony ve zvonici
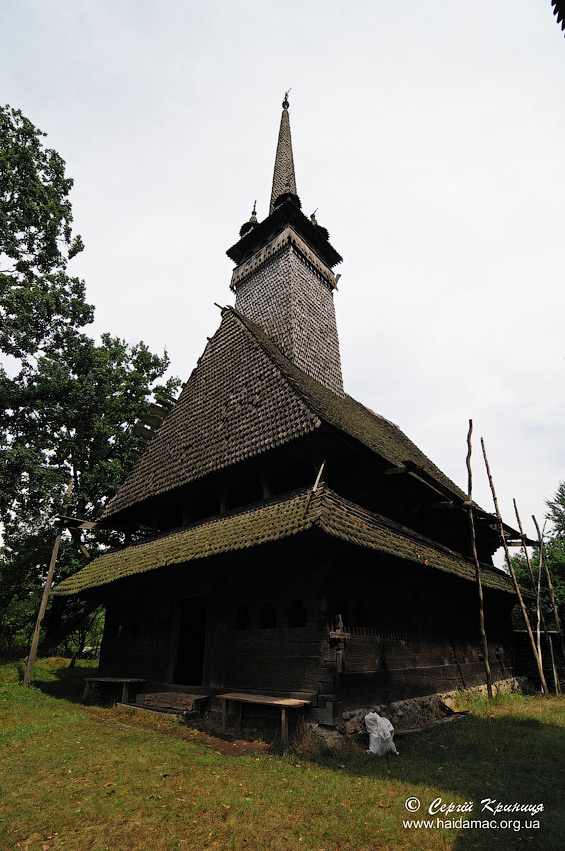
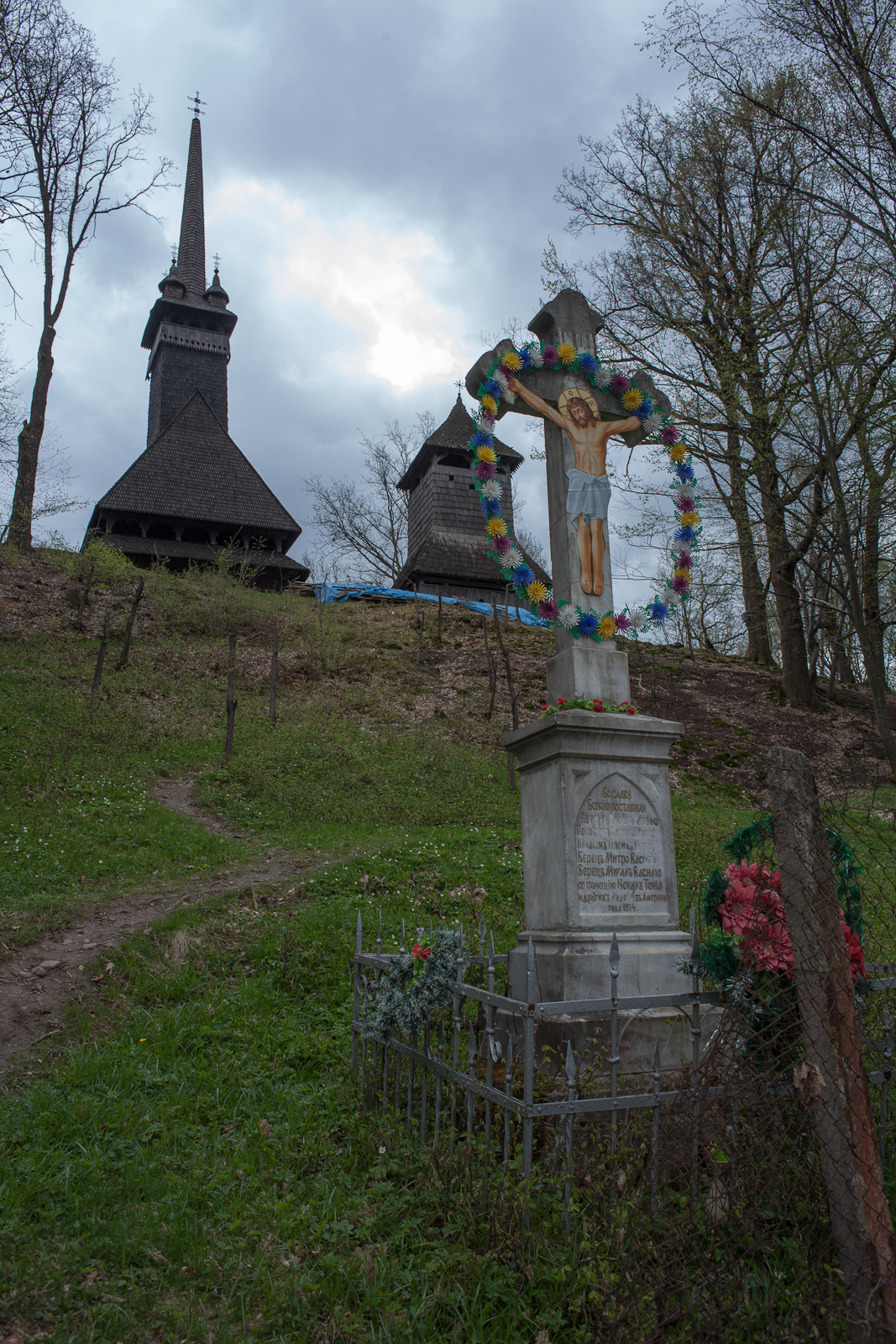
Kamenný kříž
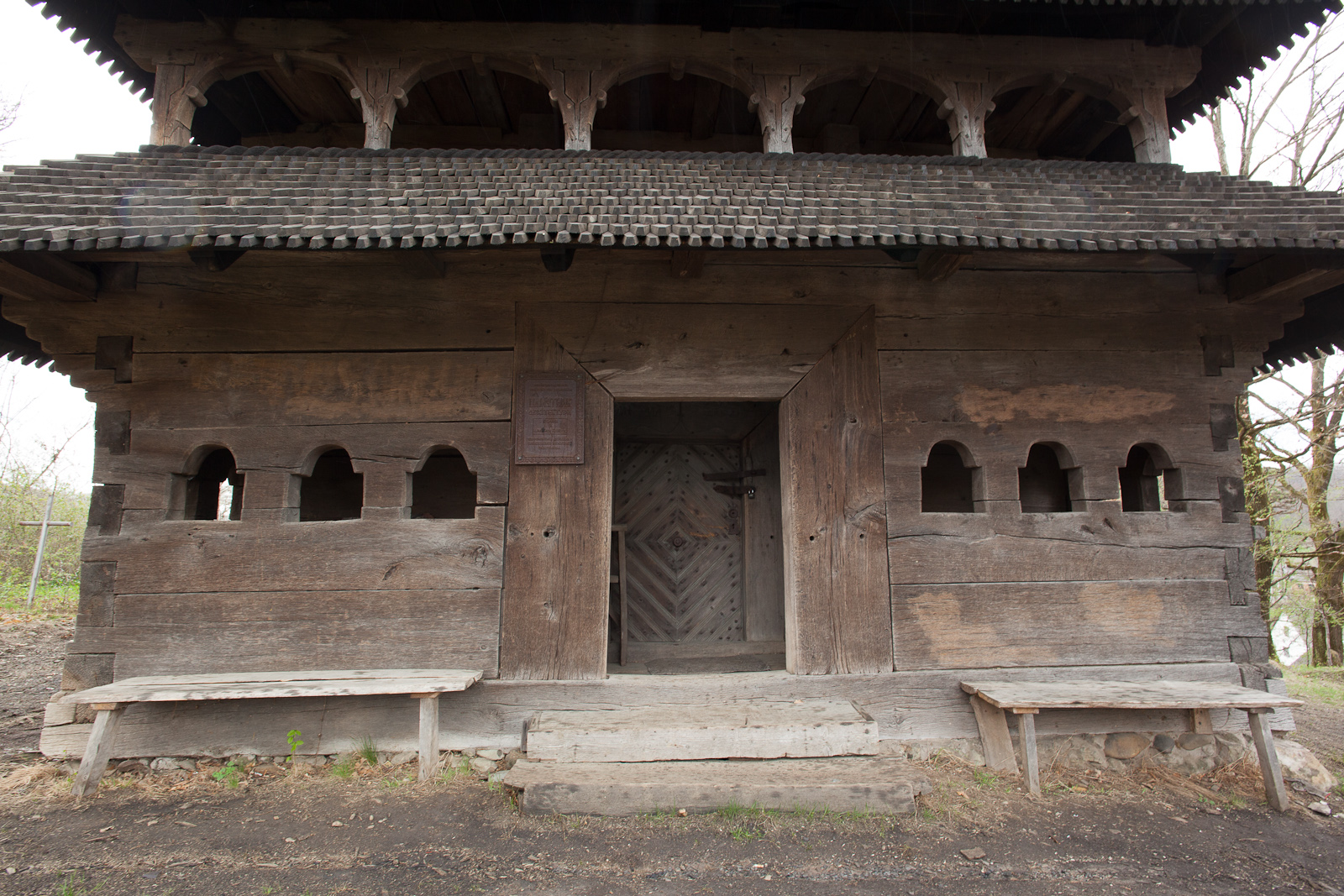